# KUTY
KUTY ist eine Radiostation aus Palmdale, Kalifornien. Sie sendet ein regionales mexikanisches Format. Die Station gehört der High Desert Broadcasting LLC.
Im Jahre 1968 war Don Imus bei dem Sender als Discjockey tätig.